# Armand de Gramont (1637-1673)
Pour les articles homonymes, voir Armand de Gramont.
Armand de Gramont, comte de Guiche, né en 1637 et mort le 29 novembre 1673, est un militaire et homme de cour français.

## Biographie
Fils du maréchal Antoine de Gramont et de Françoise-Marguerite de Chivré, dame du Plessis et parente du cardinal de Richelieu, il est l'un des favoris et mignons du duc d'Orléans, Monsieur, frère de Louis XIV. Il est également proche de l'épouse du duc, Henriette d'Angleterre, la cour murmurant qu'il entretenait une liaison avec elle.
Madame de La Fayette disait du comte de Guiche qu'il « était le jeune homme le plus beau et le mieux fait, aimable de sa personne, galant, hardi, brave, rempli de grandeur et d'élévation », mais soulignait aussi que « la vanité que tant de bonnes qualités lui donnaient et un air méprisant répandu dans toutes ses actions ternissaient un peu de tout ce mérite ».
Après avoir été accusé de comploter avec la duchesse d'Orléans contre Louise de La Vallière, favorite du roi, il est contraint à l'exil.
Il combattit ensuite contre les Turcs, puis contre l'Angleterre, avant de revenir en France en 1669. En 1672, il participe à la Guerre de Hollande aux côtés de Louis XIV et du Grand Condé et meurt à Bad Kreuznach à l'âge de 36 ans. Sa veuve, Marguerite-Louise de Béthune, se remarie avec le duc du Lude, Henry de Daillon.
Il est l'un des personnages de l'Histoire amoureuse des Gaules de Bussy-Rabutin. Adolphe Chéruel lui prête une liaison avec Catherine Henriette d'Angennes. Il est également l'un des personnages des deux derniers volets de la trilogie des Trois Mousquetaires d'Alexandre Dumas : Vingt ans après (1845) et Le Vicomte de Bragelonne (1848) dans lesquels il est l'ami du vicomte. Son père, Antoine III duc de Gramont, apparaît quant à lui dans la comédie dramatique Cyrano de Bergerac d'Edmond Rostand.